# Meszéna Miklós
Meszéna Miklós (Budapest, 1940. december 14. – Budapest, 1995. július 29.) magyar kardvívó. Az 1968-as nyári olimpián csapatban bronzérmet nyert.
Mestere Forró Sándor volt.
A csapat: Kovács Tamás, Kalmár János, Bakonyi Péter, Pézsa Tibor, Meszéna Miklós.
A Vasas elnökeként egyik meghatározó szereplője volt a '70-es, '80-as évek magyar sportéletének.
Meszéna nemcsak a sportban jeleskedett. Például ő tanította meg pókerezni az énekesként is jeles Korda Györgyöt.

## Eredményei
- 1968 Mexikóváros Nyári olimpia    3. hely kard csapat
- 1964 Tokio Nyári olimpia          5. hely kard csapat
- 1961 Torino Világbajnokság        3. hely kard csapat
- 1963 Gdansk Világbajnokság        3. hely kard csapat
- 1966 Moszkva Világbajnokság       1. hely kard csapat
- 1967 Montreal Világbajnokság      2. hely kard csapat
- 1969 Havanna Világbajnokság       3. hely kard csapat
- 1970 Ankara Világbajnokság        2. hely kard csapat
- 1971 Bécs Világbajnokság          2. hely kard csapat
- 1962 Buenos Aires vb              2. hely kard csapat
- 1965 Párizs Világbajnokság        2. hely kard egyéni
- 1961 Szófia Universiade           1. hely kard csapat
- 1963 Porto Alegre Universiade     1. hely kard csapat
- 1965 Budapest Universiade         1 hely kard csapat, 1. hely kard egyéni